# Сент Пол (Алберта)
Сент Пол (енгл. St. Paul) је малена варош у источном делу централне Алберте у Канади. Насеље је основала заједница Метиса 1867. као Сан Пол де Метис (фр. St. Paul des Métis) и све до 1909. је било намењено становању само ове заједнице. 
Насеље се налази у статистичкој регији Централна Алберта.
Према подацима пописа из 2011. у варошици је живело 5.400 становника што је за 5,8% више у односу на резутате пописа из 2006. када је регистровано 5.106 житеља.
Привредну базу заједнице представљају пољопривреда и услужне делатности, а у новије време интензивније се развија туризам. 
Туристичка атракција вароши је први на свету хелидром намењен за слетање неидентификованих летећих објеката из свемира. Хелидром је свечано отворио тадашњи министар одбране Канаде 3. јуна 1967. године. Хелидром се састоји од платформе и зида на коме се налази мапа Канаде, а свака провинција је исклесана од камена који је допремљен управо са њене територије. На јарболу се вијоре заставе Канаде и свих њених провинција, као и саме варошице. Хелидром је отворен уз образложење да се овим желело привући више туриста и марсоваца у град (all visitors from earth or otherwise are welcome to this territory and to the Town of St. Paul).

## Становништво
| 2006. | 2011. |
| ----- | ----- |
| 5.106 | 5.400 |